# Vergée

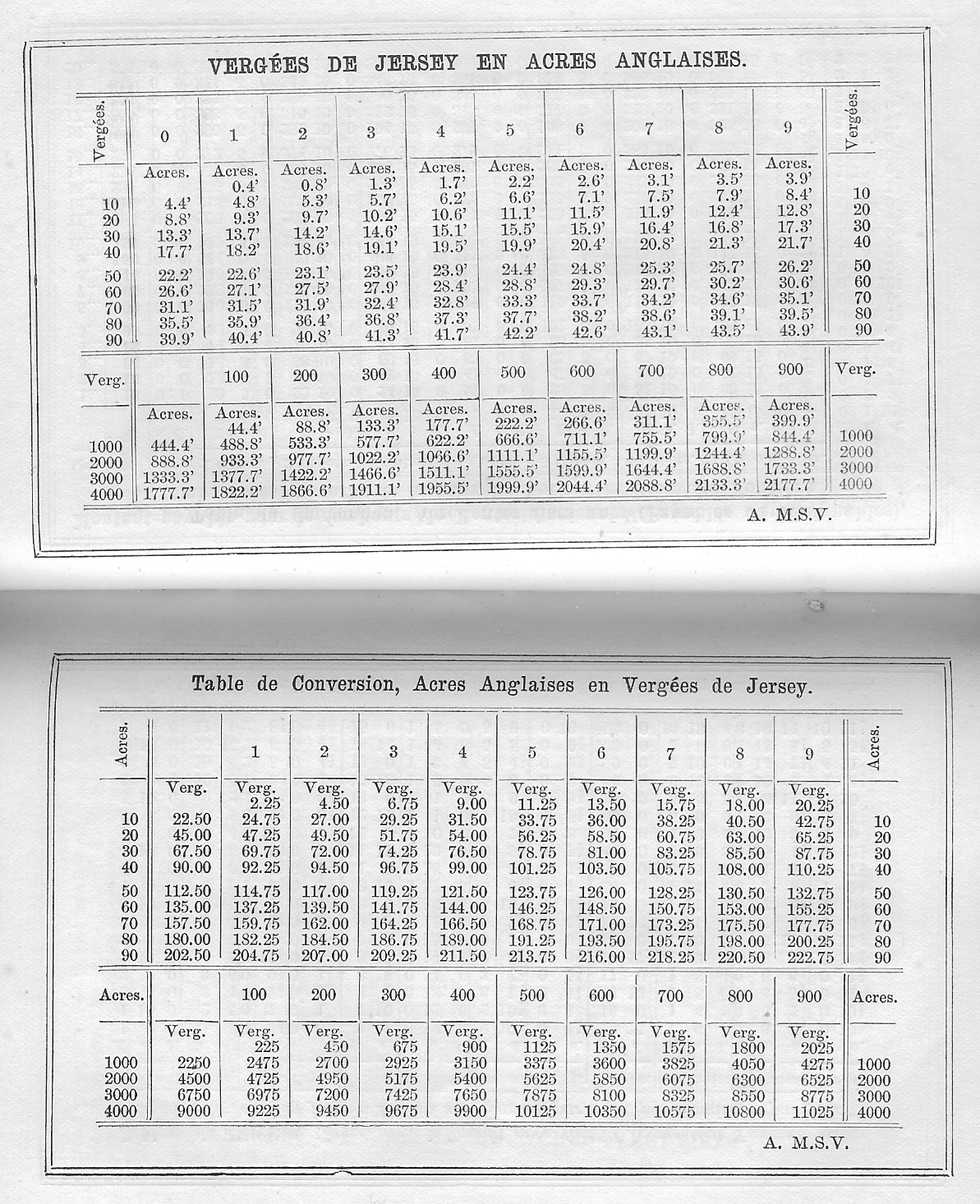
Conversietabellen tussen Jersey “vergées” en Engelse “acres” in een almanak uit 1891

Een vergée of vergee is een vlaktemaat, een kwart van een Franse acre. Andere spellingen zijn vergie en vrégie. Het is geen SI-eenheid. De SI-eenheid van oppervlakte is de vierkante meter.
De term is afkomstige uit het Latijn virga (stok). Interessant is om het Franse verge te vergelijken met het Engelse yard.
Op de Kanaaleilanden is het tevens een vlaktemaat, de eenheid verschilt echter per eiland.
- Op Guernsey is een vergée (Dgèrnésiais: vergie) 17.640 vierkante voet (1.639 m²). Het bestaat uit 40 (vierkante) Guernsey-"perche". Een Guernsey-"perch" (ook gespeld als "perque") is 21 voet bij 21 voet.[1]
- Op Jersey is een vergée (Jèrriais: vrégie) 19.360 vierkante voet (1.798,6 m²). Het bestaat uit 40 (vierkante) Jersey-"perche". Een Jersey-“perch” (ook gespeld als "pèrque") bestaat uit 24 pied de perche aan elke zijde (i.e. 22 Engelse voet aan elke zijde).

In Frankrijk bestond een "vergée" uit 12.100 vierkante Parijse voet (1.276,8 m²). Deze bestond uit 25 (vierkante) "perche". De "perch" meet 22 Franse voet.

## Conversie
1 vergée (Guernsey) is gelijk aan:
- 1.638,809 63 m²;
- 0,404958678 acre

1 vergée (Jersey) is gelijk aan:
- 1.798,602 85 m²;
- 0,444444444 acre

| |    |      |           |                                            |                   |                 |
| De Engelse "vergée", de rood (symbool: ro), met een "perche" van 16½ voet = 5,029 2 meter sinds 1959.                                                              |    |      |           |                                            |                   |                 |
| een Engelse vergée | is | 40 × | 16½ × 16½ | = 10.890 vierkante Engelse voet            | = 1.011,714 105 6 | vierkante meter |
| |    |      |           |                                            |                   |                 |
| Er zijn drie Franse vergées, in de tabel uitgedrukt in de vastgestelde waarde van de eenheid "perche" . De "vergée d'arpent" werd het meest gebruikt in Frankrijk. |    |      |           |                                            |                   |                 |
| één vergée d'arpent | is | 25 × | 22 × 22   | = 12.100 vierkante koninklijke Franse voet | ~ 1.276,799 574 9 | m²              |
| één vergée ordinaire | is | 25 × | 20 × 20   | = 10.000 vierkante koninklijke Franse voet | ~ 1.055,206 260 3 | m²              |
| één vergée du Roi | is | 25 × | 18 × 18   | = 08.100 vierkante koninklijke Franse voet | ~ 0.854,717 070 8 | m²              |